# Vol. 2... Hard Knock Life
Vol.2 Hard Knock Life – 3. solowa płyta Jay-Z wydana w 1998 roku w Roc-A-Fella Records. Płyta została sprzedana w 5 milionach kopii.

## Lista utworów
1. „Intro - Hand It Down” (featuring Memphis Bleek) (Produced by DJ Premier)
2. „Hard Knock Life (Ghetto Anthem)” (Produced by The 45 King)
3. „If I Should Die” (featuring Da Ranjahz) (Produced by Swizz Beatz)
4. „Ride or Die” (Produced by Steven „Stevie J” Jordan for The Hitmen)
5. „Nigga What, Nigga Who (Originator 99)” (featuring Amil & Big Jaz) (Produced by Timbaland)
6. „Money, Cash, Hoes” (featuring DMX) (Produced by Swizz Beatz)
7. „A Week Ago” (featuring Too Short) (Produced by J-Runnah)
8. „Coming of Age (Da Sequel)” (featuring Memphis Bleek) (Produced by Swizz Beatz)
9. „Can I Get A...” (featuring Amil & Ja Rule) (Produced by Irv Gotti & Lil’ Rob) (również na Def Jam's Rush Hour Soundtrack)
10. „Paper Chase” (featuring Foxy Brown) (Produced by Timbaland)
11. „Reservoir Dogs” (featuring The Lox, Sauce Money & Beanie Sigel) (Produced by Erick Sermon; Co-produced by Darold Trotter)
12. „It's Like That” (featuring Kid Capri & Liz Leite) (Produced by Kid Capri)
13. „It’s Alright” (featuring Memphis Bleek) (Produced by Damon Dash & Mahogany) (also on Streets Is Watching (Soundtrack))
14. „Money Ain't a Thing” (featuring Jermaine Dupri) (Produced by Jermaine Dupri) (również na „Life in 1472” Jermaine Dupri)

## Sample
Hard Knock Life (Ghetto Anthem)
- „It's a Hard Knock Life” Annie

A Week Ago
- „Ballad for the Fallen Soldier” The Isley Brothers

Reservoir Dogs
- „Theme from Shaft” Isaac Hayes
- „24- Carat Black (Theme)” 24 Carat Black
- „Know How” Young MC

It's Like That
- „Beggar's Song” Wet Willie

It’s Alright
- „The Hall of Mirrors” Kraftwerk
- „Once In a Lifetime” Talking Heads

Money Ain't a Thang
- „Weak at the Knees” Steve Arrington